# Río Bayones
El Río Bayones es un río del norte de España, en la Cornisa Cantábrica. 

## Curso
Nace en la vertiente norte del pico Tordías, a 750 metros de altitud, y discurre por la comunidad autónoma de Cantabria, concretamente por el municipio de Ruente. Se une al río Saja a 180 metros de altitud, en el comienzo de la hoz de Santa Lucía. Justo en el punto en que se unen ambos ríos se encuentra un azud del que se obtiene energía eléctrica.
Parte del recorrido del río se localiza dentro del Parque natural del Saja-Besaya, estando en su cuenca la masa boscosa del monte Ucieda, una de las más importantes del parque.